# شاه‌دخت ناممکن
 «شاه‌دخت ناممکن» (به انگلیسی: Impossible Princess) آلبومی از هنرمند اهل استرالیا کایلی مینوگ است که در ۲۲ اکتبر ۱۹۹۷ منتشر شد.